# كيم جونغ- هيون
كيم جونغ- هيون هو ممثل كوري جنوبي ولد في 3 مايو 1987.

## روابط خارجية
- كيم جونغ- هيون على موقع IMDb (الإنجليزية)